# Pyrenestes
Pyrenestes – rodzaj ptaków z podrodziny astryldów (Estrildinae) w rodzinie astryldowatych (Estrildidae).

## Zasięg występowania
Rodzaj obejmuje gatunki występujące w Afryce.

## Morfologia
Długość ciała 13–15 cm; masa ciała 14–29 g.

## Systematyka

### Etymologia
Pyrenestes: gr. πυρην purēn, πυρηνος purēnos „pestkowiec”; -εστης -estēs „zjadacz”, od εδω edō „jeść”.

### Podział systematyczny
Do rodzaju należą następujące gatunki:
- Pyrenestes minor Shelley, 1894 – krasnoliczka brązowa
- Pyrenestes ostrinus (Vieillot, 1805) – krasnoliczka czarnobrzucha
- Pyrenestes sanguineus Swainson, 1837 – krasnoliczka szkarłatna